# Heterostegane monilifera
Heterostegane monilifera là một loài bướm đêm trong họ Geometridae.